# لازلو لاتسهوش
لازلو لاتسهوش (بالمجرية: Lahos László)‏ (مواليد 17 يناير 1933) هو لاعب كرة قدم. يلعب مع منتخب المجر لكرة القدم. سبق له أن لعب في كأس العالم لكرة القدم مع منتخب بلاده.

## روابط خارجية
- لازلو لاتسهوش على موقع الاتحاد الدولي (مؤرشف)  (الإنجليزية)
- لازلو لاتسهوش على موقع Soccerway.com (الإنجليزية)